# Promenade (roman)
Promenade est un roman de Régis Jauffret publié en 2001 aux éditions Gallimard.

## Résumé
Une femme anonyme (elle) se promène, dans les années actuelles (presque sans référence à une quelconque actualité), à toute heure, dans une ville anonyme : métro, bus, taxi, trottoirs, gare, aéroport, maternité, hôpital, hôtel, bureau, coiffeur, café, restaurant... ou dans une forêt (où elle s'égare), ou dans son appartement. Instable, souvent insomniaque, parfois suicidaire, elle échange sa solitude contre des rencontres de hasard. Ses partenaires de tranche de vie (il(s), elle(s)) sont ses proches : mari, mère, enfant(s), voisin(s), ami(s), collègue(s), ou passant(s) et autres errants.

## Réception
La recension pose problème,,,,,.
Les passages à l'indicatif imparfait sont parfois à peu près vraisemblables, plus en tout cas que les passages au conditionnel présent d'irréalité, fréquent.
Le mot de promenade a quelque chose d'heureux, joyeux, positif, alors que seraient plus adaptés les termes ou expressions : errances, errements, erreurs. Elle a les parcours erratiques d'une bille de billard électronique, ou flipper, avec accélérations et décélérations, pour des parties toujours à recommencer.
Le personnage peut parfois s'estimer folle, ou être considérée comme telle. Elle est cyclotymique, hystérique, dérangée, moderne : souffrances, angoisses, besoins (besoin de personne, besoin des autres, besoin d'un(e) autre), instincts, fantasmes, désirs (de vie, de mort), délires, aigritudes, avilissements, vide ou trop-plein, distorsions, désespoir. 
Son incapacité à vivre, seule ou à deux (ou davantage) est dérangeante. Ou plutôt la technique de narration, par accumulation de micronouvelles ou microfictions à l'intérieur du monde mental d'un même unique personnage est perturbante, plus que jouissive, pour le lecteur, qui cherche à établir une cohérence fictionnelle assez improbable. 
Le narrateur, extérieur à l'action, omniscient, systématique, entraîne de force le lecteur dans les ténèbres de « ce magma d'inexistences qui s'étaient volatilisées ce matin, l'an dernier, cent siècles plus tôt, ou de cette infinité d'existences incertaines qui naîtraient peut-être un jour si elles avaient de la chance »  (pages 299-300). 
Les pages finales manifestent une des intentions ou des idées du narrateur, sur le monde contemporain (français, européen, moderne ou postmoderne) : « Ils étaient une multitude de minuscules îlots à la dérive qui s'entrechoquaient sans jamais pouvoir s'unir » (page 299).
L'équivalent masculin est facile à imaginer. Jean de La Bruyère a exploré certains de ces caractères, à sa façon, en 1688, de manière moins ténébreuse.

## Éditions
- Régis Jauffret, Promenade, éditions Gallimard, collection Verticales, 2001  (ISBN 2070775348), (BNF 37653149)